# Cimetière de Bercy
Le cimetière de Bercy est un cimetière de Paris.

## Situation et accès
Il se situe 329, rue de Charenton, à l'angle avec l'avenue du Général-Michel-Bizot, dans le 12e arrondissement de Paris (quartier de Picpus). D'une superficie d'environ 6 100 m2, il abrite 1 120 tombes.
Il est directement accessible par les lignes 8 du métro et ligne 3a du tramway d'Île-de-France à la station Porte de Charenton.

## Historique
Depuis 1643 les habitants de Bercy, primitivement paroissiens de Saint-Paul-Saint-Louis, sont inhumés au cimetière Sainte-Marguerite dont l'église est devenue une succursale de Saint-Paul.
Un cimetière est ouvert en 1816 dans l'ancienne commune de Bercy. Il est intégré à Paris en 1860. Lors de cette annexion, il est plus vaste qu’aujourd’hui puisqu'il s'étend sur « 1 hectare 7 ares 90 centiares », soit 1,079 hectare : en 1862, l'ouverture de l'avenue du Général-Michel-Bizot l'ampute de sa partie orientale.
Il se situe près de la porte de Charenton, des voies ferrées de la gare de Lyon et de Petite-Ceinture, jadis en correspondance à la gare de Bercy-Ceinture désaffectée mais toujours en place, et du boulevard Poniatowski.
Fin mai 1871, pendant la Semaine sanglante, les corps d'environ 400 personnes fusillées sans jugement à la prison de Mazas pour lien avec la Commune sont jetés dans un puits du cimetière. L'absence de procédure d'inhumation rend impossible l'identification des victimes.
En 2002, Michel Dansel n’apprécie guère ce cimetière : « De tous les champs de repos intra-muros, celui de Bercy [...] mérite au moins trois étoiles dans le genre sinistre [...] il ne retient même pas l’attention par la baroquie des sépultures qu’il abrite[pertinence contestée] »

## Personnalités inhumées
| Nom                                               | Profession | Division          | Photo                      |
| ------------------------------------------------- | --- | ----------------- | -------------------------- |
| Jean-Alfred Besnard (1863–1924)                   | architecte gouvernemental et maire adjoint du 18e arrondissement | 6                 |                            |
| Antoine Billet (1789-1844)                        | curé de la paroisse de Bercy pendant 18 ans et chanoine honoraire de Paris et de Châlons-en-Champagne (épitaphe latine : HIC JACET / ANTONIUS BILLET, / PER DECEM ET OCTO ANNOS HUJUS OP.(TIMUS) / PAROCHIÆ PASTOR, / CANONICUS HONORARIUS PARISIENSIS / NEC NON ET CATALAUNENSIS / OBIIT QUINTO DIE NONAS MARTII / ANNO ÆTATIS LV [= QUINQUAGESIMO QUINTO] / CHRISTI MDCCCXLIV [= MILLESIMO OCTINGENTESIMO QUADRAGESIMO QUARTO] | 2                 |                            |
| Henry Céard (1851-1924)                           | écrivain, l'un des six auteurs des Soirées de Médan avec Émile Zola et Guy de Maupassant, membre de l'Académie Goncourt | 1                 |                            |
| Albert Cuvillier (1859–1930)                      | maire du 12e arrondissement | 9                 |                            |
| Théodore Dehaese (1829–1853)                      | jeune pompier mort au feu lors d’un incendie des commerces de vin de Bercy, auquel les pompiers de la caserne Chaligny rendent hommage chaque année | 5                 |                            |
| Henri Carbonetto dit Henri Dérouville (1858-1919) | compositeur de musique (sépulture Bellanger) | 7                 |                            |
| Louis Gallois (1775–1849)                         | maire de la commune de Bercy. Située au centre de l’avenue principale, cette vaste chapelle constitue le monument principal du cimetière. En 1910, Lucien Lambeau lui trouve une « allure quelque peu prétentieuse » qui « affecte le style de la Renaissance ». L’historien Albert Vandal (1853–1910) et le fils de Louis Gallois, Louis-Jules, y reposent également.                                                           | avenue principale |                            |
| Marie-Louise de Gerlor (Castelnau) (1918-1944)    | comédienne, chanteuse d'opérette | 3                 |                            |
| Charles Greig (1853-1922)                         | pasteur écossais | 10                |                            |
| Armand Guillon (1880-1968)                        | préfet de Haute-Garonne et de Seine-et-Oise, nommé en 1936 résident général de France en Tunisie | 1                 |                            |
| Edmond Mallard (1884-1974)                        | maire du 12e arrondissement | 2                 |                            |
| André Planchet (1904-1985)                        | conseiller municipal de Paris de 1959 à 1982 | 1                 |                            |
| Louis Thomas-d'Hoste (1932-2018)                  | sculpteur | 5                 |                            |
| Robert Fleurieau dit Trébor (1879–1942)           | dramaturge, directeur de théâtre, avocat, syndicaliste et producteur (chapelle Fleurieau) | 1                 |                            |
| François Brice Veuillot (1784-1839)               | modeste tonnelier de Bercy et père de l’écrivain catholique Louis Veuillot. Sa tombe n'étant pas entretenue, ses restes sont transférés en 1964 à l’ossuaire du Père-Lachaise | 4                 | La sépulture n'existe plus |
| Alain Wisner (1923-2004)                          | médecin | 1                 |                            |